# Alex Lifeson
Alex Lifeson, született Aleksandar Živojinović (1953. augusztus 27. –) szerb származású kanadai zenész, aki leginkább a Rush, kanadai progresszívrock-együttes gitárosaként ismert. A zenekart Lifeson 1968 nyarán alapította az eredeti dobossal, John Rutsey-val. Az alapítók közül egyedül ő maradt a trió tagja mind a mai napig.
A Rushban Lifeson főleg elektromos és akusztikus gitáron játszik, de más húros hangszereket mint a mandolin vagy a buzuki is megszólaltatott már egyes dalokban. A fellépéseken vokálozik is, valamint esetenként billentyűs hangszereken, illetve basszus-lábszintetizátoron játszik. Lifeson zenei munkássága nagyrészt a Rushhoz köthető, habár önállóan is készít lemezeket. Szólóalbuma 1996-ban jelent meg Victor néven, több együttes lemezén működött közre vendégként, illetve ő szerezte az Andromeda című televíziós sci-fi-sorozat első évadának filmzenéjét.
Zenei karrierje mellett társtulajdonosa a The Orbit Room nevű torontói étteremnek, illetve utasszállítórepülőgép-vezetői jogosítvánnyal is rendelkezik. A Rush másik két tagjával egyetemben 1996-ban megkapta az Order of Canada kanadai állami kitüntetés tiszti fokozatát. A trió volt az első rockzenekar a kitüntetés történetében, aki megkapta ezt az elismerést.

## Diszkográfia

### Szóló
- Victor (1996)

### Rush
Stúdióalbumok
- Rush (1974)
- Fly by Night (1975)
- Caress of Steel (1975)
- 2112 (1976)
- A Farewell to Kings (1977)
- Hemispheres (1978)
- Permanent Waves (1980)
- Moving Pictures (1981)
- Signals (1982)
- Grace Under Pressure (1984)
- Power Windows (1985)
- Hold Your Fire (1987)
- Presto (1989)
- Roll the Bones (1991)
- Counterparts (1993)
- Test for Echo (1996)
- Vapor Trails (2002)
- Snakes & Arrows (2007)

### The Big Dirty Band
- Trailer Park Boys: The Movie (2006) – filmzene

### Vendégszereplései
- Platinum Blonde – Alien Shores (1985)
- Lawrence Gowan – Lost Brotherhood (1990)
- Tom Cochrane – Ragged Ass Road (1995)
- I Mother Earth – Scenery and Fish (1996)
- Porcupine Tree – Fear of a Blank Planet (2007)
- Tiles – Fly Paper (2008)

## Fordítás
Ez a szócikk részben vagy egészben  az   Alex Lifeson című angol Wikipédia-szócikk fordításán alapul.  Az eredeti cikk szerkesztőit annak laptörténete sorolja fel. Ez a jelzés csupán a megfogalmazás eredetét és a szerzői jogokat jelzi, nem szolgál a cikkben szereplő információk forrásmegjelöléseként.